# Parco naturale regionale delle Alpi Apuane
Il parco naturale regionale delle Alpi Apuane è un'area naturale protetta con sede legale nel Comune di Stazzema, ma ha anche uffici a Castelnuovo di Garfagnana, Massa e Seravezza (Versilia).
Nel 1985, a seguito di una raccolta di firme partita molti anni prima e la presentazione nel 1978 di una legge di iniziativa popolare, la Regione Toscana istituì il Parco naturale Regionale delle Alpi Apuane. Nel 1997, con la Legge Regionale 65/1997 ne venne ridotto il perimetro da circa 54.000 ettari agli attuali 20.598 ettari (200 km²), in modo da tutelare la presenza delle cave di marmo, riclassificate come “aree contigue”. Grazie a tale riclassificazione, nel 2021 il Consiglio di Stato ha rigettato il ricorso delle associazioni ambientaliste contro la riapertura di cave nelle suddette aree. A causa della tutela ambientale ritenuta insufficiente, Il Fatto Quotidiano ha definito il Parco naturale regionale delle Alpi Apuane un "parco regionale burla".
Gli ambiti geografici del parco sono:
- Garfagnana (territori appartenenti alla provincia di Lucca, che si pongono nel versante interno delle Alpi Apuane);
- Massa Carrara (territori appartenenti alla omonima provincia);
- Versilia (territori appartenenti alla provincia di Lucca, che si pongono nel versante marittimo delle Alpi Apuane).

Dal 2012, il parco è entrato a far parte della rete dei Geoparchi mondiali UNESCO. Nel 2020 è stata avviata una petizione per la sua trasformazione in un parco nazionale. C'è inoltre la proposta di accorparlo al già esistente e contiguo Parco Nazionale dell'Appennino Tosco-Emiliano.
Le Alpi Apuane infatti racchiudono circa il 50% della biodiversità toscana, compresi alcuni endemismi. Sono presenti, tra la flora e la fauna, anche specie rare e relitte, tra i quali il tritone alpestre, minacciato dalla Cava Valsora. Da notare che il comprensorio delle Apuane è parte della rete Natura 2000 e racchiude aree di elevato interesse ambientale come ad esempio Important Bird and Biodiversity Area, Zone di Protezione Speciale, Zone speciale di conservazione, Siti di Interesse Comunitario, Oasi WWF, Oasi LIPU e aree di rilevanza erpetologica. Inoltre è attiva una collaborazione tra Parco Nazionale dell'Appennino Tosco-Emiliano e Parco regionale delle Alpi Apuane per la protezione del lupo.
Anche da un punto di vista escursionistico, alpinistico e speleologico, le Apuane sono un territorio di pregio, ricco di sentieri, vie ferrate (quella del Monte Procinto, aperta nel 1893, è la più antica d'Italia), vie d'arrampicata e cavità carsiche, spesso minacciate dalle cave. Nel 2021 il C.A.I. ha proposto l'istituzione di un Parco Culturale delle Apuane.
Inoltre nell'area sono presenti emergenze storiche, artistiche ed archeologiche, alcune delle quali legate alla stessa attività estrattiva antica. Nel 2000, tramite una legge nazionale tuttora valida, fu decretata l'istituzione del Parco Archeominerario delle Alpi Apuane per tutelare dall'attuale attività estrattiva le testimonianze di quella di epoca antica, ma la cui effettiva istituzione è tuttavia sospesa dal 2006, nonostante i pareri favorevoli degli enti locali. Per ovviare ai ritardi, nel 2003 il Parco naturale Regionale delle Alpi Apuane ha istituito il Sistema museale di archeologia mineraria delle Alpi Apuane. Sono inoltre presenti testimonianze della Linea Gotica, delle lotte partigiane e della Seconda Guerra Mondiale, come il Parco Nazionale della Pace di Sant'Anna di Stazzema e il Parco della Resistenza al Monte Brugiana.
Il parco comprende una grande varietà di ambienti montani e collinari e le famose cave di marmo bianco, attorno alle quali si è sviluppata un'aspra battaglia politica e legale che vede contrapposti da un lato gli industriali che ne detengono le concessioni e dall'altro ambientalisti, che si battono per la loro chiusura.

## Territorio
I 4/5 dell'intera superficie del parco si trovano in provincia di Lucca in particolar modo la Garfagnana presenta nel suo territorio il parco dell'Orecchiella e 9 comuni: Minucciano, Camporgiano, Vagli Sotto, Careggine, Castelnuovo di Garfagnana, Molazzana, Fabbriche di Vergemoli, Gallicano, e Pescaglia.
Le montagne presenti della zona, formate da rocce calcaree, presentano gli aspetti tipici del fenomeno carsico: doline, foibe e grotte.
Il numero di torrenti e fiumi è molto alto in questa zona. Per questo motivo la maggior parte viene utilizzata con lo scopo di formare laghi artificiali utilizzati per produrre energia elettrica. I laghi più importanti con questa funzione sono:
- Il lago di Turritecava , diviso tra i Comuni di Borgo a Mozzano e Gallicano
- Il lago di Trombacco, situato lungo la strada per la Grotta del Vento
- Il lago di Isola Santa , sito nel Comune di Careggine
- Il lago di Vagli, il più grande che, a livello massimo, ha una capienza di 36 milioni di metri cubi.

Nelle valli della Turrite di Gallicano e dell'Edron, sorgono due antichi santuari che hanno in comune la particolarità di possedere un muro che ha il compito di nascondere una serie di stanze sotterranee dove si conservano ancora gli arredi destinati al culto. Il più grande dei due è l'Eremo dei Calomini, nel Comune di Fabbriche di Vergemoli, mentre l'altro è l'eremo di San Viano, situato a poco distanza da Vagli Sopra.
Situate sul versante sud del Monte Sumbra sono presenti due rarità naturalistiche: il grande arco naturale del Monte Forato e le "marmitte dei giganti" (pozzi glaciali).
All'interno del parco sono presenti anche innumerevoli miniere adesso abbandonate che in passato ricoprirono un ruolo fondamentale per l'economia del tempo. Importanti furono le miniere di Trimpello, nei pressi della Grotta del Vento, che furono l'unica fonte di estrazione del ferro per gli Estensi. Altre miniere sono situate sul Monte Tambura e a Verrucolette nel comune di Minucciano. Dalle miniere della Versilia e di Massa venivano estratti minerali come rame, zolfo, argento e zinco.

### Grotte
Sul territorio della Garfagnana troviamo numerose grotte di grande importanza dal punto di vista mineralogico che offrono la possibilità di effettuare escursioni e visite guidate al loro interno:
- la Grotta del Vento, un immenso complesso sotterraneo recentemente adibito alla visite turistiche. Questa grotta è considerata dagli esperti una vera e propria enciclopedia naturale considerata l'incredibile varietà di rocce e minerali presenti. Inoltre è anche l'unica grotta a livello europeo ad offrire la possibilità di scegliere fra tre percorsi differenti sia per la lunghezza del tragitto che per la durata[24].
- l'Antro del Corchia, una grotta aperta al pubblico e recentemente attrezzata per visite, è la grotta più estesa d'Italia ed è situata sul monte Corchia nel versante della Versilia. La parte che gli speleologi finora hanno esplorato è di circa 75 km mentre quella visitabile dai turisti comprende un percorso di 2 km circa.
- la Buca d'Equi Terme, situata nel versante massese.

## Flora e vegetazione

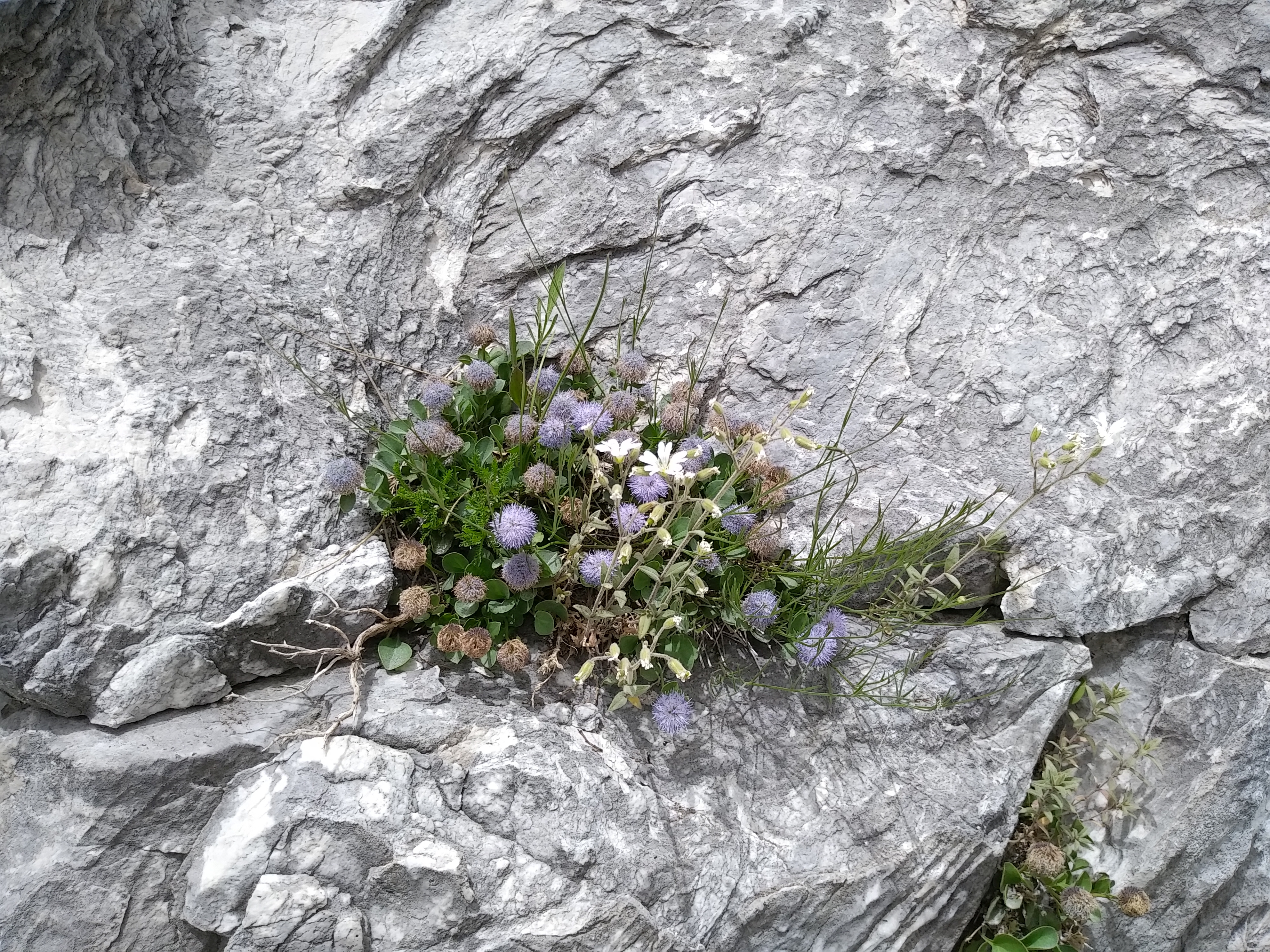
Vegetazione delle fenditure rocciose sul versante sud del Monte Borla

L'area del parco regionale è caratterizzata da una notevole biodiversità vegetale che, a sua volta, è dovuta alla vasta gamma di ambienti che si incontrano nell'area protetta. Ai due estremi ci sono i versanti aridi e assolati affacciati sul Mar Ligure, caratterizzati da substrati calcarei, e i pendii con suoli acidi dovuti al disfacimento di rocce di natura silicea e più ricchi di acqua perché con esposizione a settentrione. Questo tipo di nicchia ecologica si ritrova in particolare sul versante delle Alpi Apuane che guarda verso la Garfagnana. Alle quote più basse sul versante marittimo si trovano la macchia mediterranea e zone coltivate, tra le quali hanno particolare importanza paesaggistica gli oliveti. Più in alto predominano i boschi di latifoglie, con la presenza del leccio, del cerro e del carpino oltre che del castagno, un tempo estesamente coltivato, mentre ancora più in alto predominano le faggete. Sulla cima delle montagne più alte la vegetazione arborea scompare e al suo posto, nelle zone a substrato siliceo, si trova la brughiera di altitudine, caratterizzata anche dalla presenza di due diverse specie di mirtillo (Vaccinium myrtillus e Vaccinium gaultherioides). Molto caratteristica è anche la vegetazione delle vette calcaree, che cresce su suoli che si originano dal disfacimento superficiale del marmo e che sostengono una rada copertura della caratteristica vegetazione casmofila.  Si tratta di popolamenti di bassi arbusti e di erbe tra le quali si trovano alcune specie endemiche, quali Athamanta cortiana e Silene lanuginosa.

## Insediamenti preistorici
Secondo diversi studi effettuati le prime tracce di presenza umana risalgono al Paleolitico medio e sono da attribuirsi all'uomo di Neanderthal del quale è stato scoperto un femore nella Buca del Tasso a Camaiore, sul versante della Versilia. Qualche ritrovamento è stato fatto anche in superficie nei paesi di Verrucole, Forcola, Sillicagnana e Calabricchia con alcuni manufatti e strumenti litici.
Manufatti musteriani sono stati ritrovati lungo il crinale appenninico, presso il Passo del Giovarello a 1660 m sul livello del mare, fatto questo molto raro a quote così elevate.
Durante la fase antica del Paleolitico Superiore le testimonianze dell'uomo sono molto rare: un esempio è il ritrovamento, sulla sponda orografica sinistra del fiume Serchio, a quota 320 m, nei pressi di Pontecosi e Pieve Fosciana, dei resti di un insediamento della cultura aurignaziana (40.000-28.000 anni fa).
Nessuna traccia della presenza umana è stata riscontrata fino ad ora nel periodo dell'ultima glaciazione (24.000-18.000 anni fa), quando solo una piccola parte di territorio, tra le Apuane e l'Appennino, rimaneva libera dai ghiacci. Le fronti glaciali scendevano fino a circa 750 m di quota e il limite nivale era posto all'altitudine di circa 1200 m. L'uomo ricompare nella Valle del Serchio al termine della glaciazione durante la fase di miglioramento climatico nota come Allerod (11.800-10.800 anni fa), quando alcuni gruppi di cacciatori raccoglitori dell'Epigravettiano finale si stabilirono in insediamenti all'aperto e in ripari sotto la roccia, praticando la caccia specializzata allo stambecco. I campi base erano situati in prossimità dei fondovalle. Gli unici insediamenti in quota sono le officine litiche di "Casini di Corte" e de "La Greppia", situate nel parco naturale dell'Orecchiella, nelle quali veniva lavorata la materia prima della zona.
Numerosi gruppi di cacciatori raccoglitori mesolitici compaiono a partire da 9400 anni fa circa. I campi base sono ancora prevalentemente situati sul fondovalle e in luoghi come "Isola Santa e "Piazzana", importanti accampamenti estivi si trovano anche oltre i 1500 metri di quota: Bagioletto, Lama Lite, Monte Cusna, Passo della Comunella, Le Coste.

A partire da circa 6600 anni fa i gruppi mesolitici scompaiono e in particolar modo la Garfagnana viene frequentata da piccoli gruppi di agricoltori neolitici per approvvigionamento di materie prime come la selce e la steatite. Più abbondanti invece i resti appartenenti all'era eneolitica come la "Buca di Castelvenere", situata nel comune di Fabbriche di Vergemoli, una grotta importante dal punto di vista archeologico in quanto al suo interno sono stati ritrovati innumerevoli reperti appartenenti all'età del Bronzo.
La presenza umana sulle Apuane divenne significativa a partire dall'Età del ferro(XII secolo a.C.): sono numerosi i reperti molti dei quali sono stati forgiati dagli Etruschi che hanno lasciato tracce nei territori di Fosciandora e Vagli. Nonostante gli innumerevoli reperti di origine Etrusca furono i Liguri Apuani a lasciare l'impronta maggiore nella zona. Agli inizi del II secolo a.C., I Romani, che avevano occupato la Piana di Lucca, sottraendola di fatto agli Etruschi, attaccarono i Liguri Apuani che, come disse anche lo stesso Tito Livio, difesero fino allo stremo delle forze la loro libertà uscendone però sconfitti. La presenza romana non ha lasciato però nessuna testimonianza architettonica o monumentale. Numerose invece le monete e i piccoli oggetti in bronzo rinvenuti nei comuni di Sillano-Giuncugnano, Villa Collemandina, Fabbriche di Vergemoli .

## Minerali e fossili

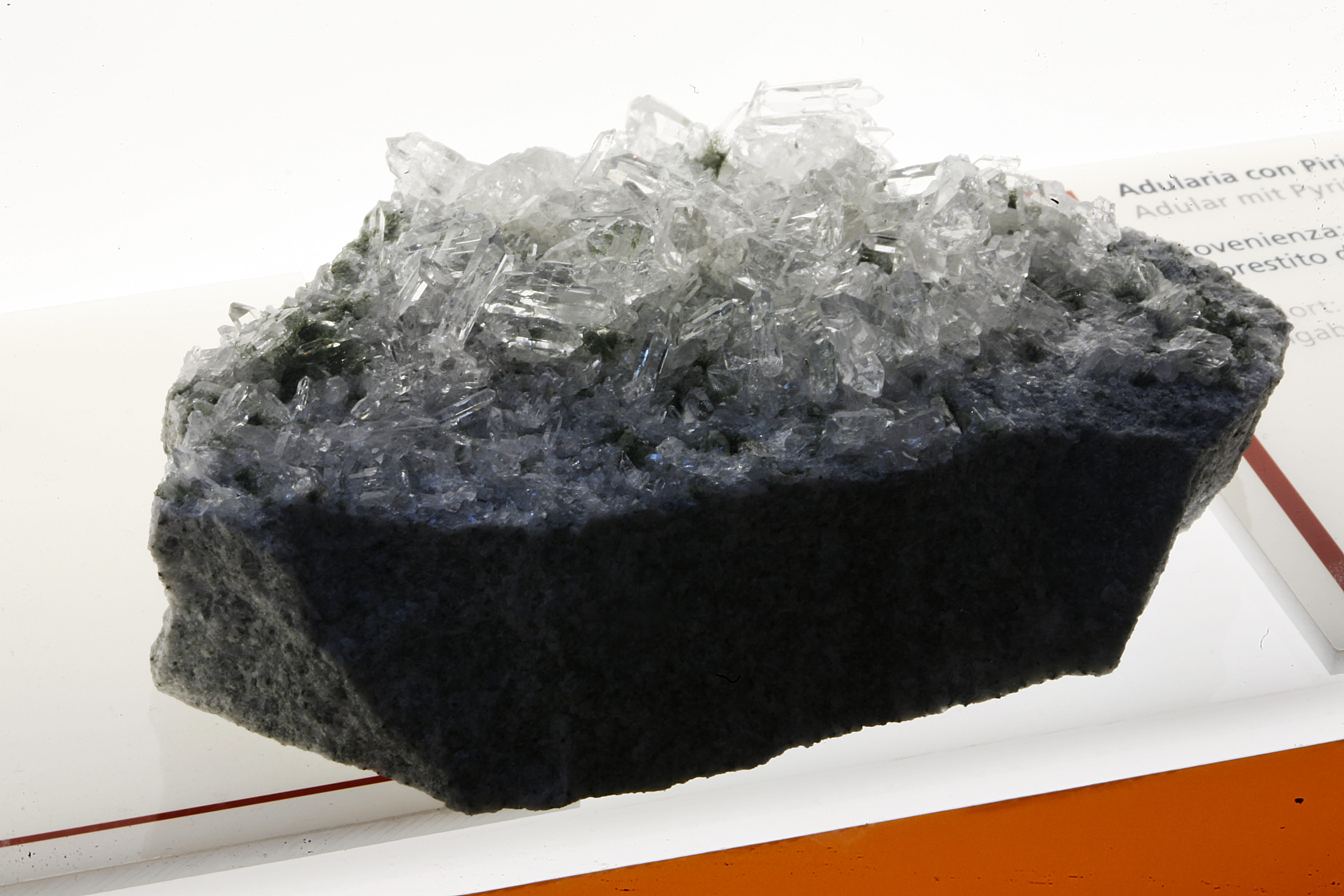
Quarzo aghiforme

I marmi delle Alpi Apuane sono probabilmente il materiale lapideo più conosciuto al mondo. Sono state riconosciute fino a 14 varietà merceologiche, raggruppate secondo le loro caratteristiche in 5 gruppi: marmi bianchi, marmi brecciati, marmi grigi e venati, marmi cipollini e marmi storici.
I numerosi giacimenti minerari formatisi sul versante delle Alpi Apuane sono dovuti alla situazione geologica presente nel territorio del parco delle Alpi Apuane. Le miniere abbandonate sono molto numerose: le più importanti sono quelle di Trimpello, situate presso la Grotta del Vento, dalle quali a partire dal Medio Evo, venivano estratti minerali come magnetite, pirite e vetriolo, un solfato di ferro allora usato nell'industria tessile come colorante.
Calcopirite e malachite sono minerali che è ancora possibile trovare sulla Pania Secca e all'interno delle miniere di rame abbandonate presso Col di Panestra. Pirite, ematite, quarzo, gesso e anche zolfo si possono trovare nei marmi dei bacini di Arni e Vagli. Presso il piccolo paese di Camporanda, nel comune di Sillano si trova il quarzo nero bipiramidale. Nella zona di Piazza al Serchio presso il fondo della Valle del Serchio si possono trovare rocce vulcaniche, al cui interno si trovano cristalli di epidoto e calcopirite.
I fossili sono molto rari: le temperature e le pressioni troppo elevate hanno modificato la struttura di partenza delle rocce cancellando così le tracce e la presenza delle antiche forme di vita. Nel parco dell'Orecchiella e a Sassorosso si possono trovare ammoniti giurassiche e rostri di belemniti nel comune di Sillano. Fossili più recenti sono anche le conchiglie, tronchi lignitizzati e ossa di elefanti.
Recentemente, nel parco delle Alpi Apuane, è stato scoperto, presso Fornovolasco, in comune di Vergemoli, precisamente nella Cava del Ferro del Trimpello, un nuovo minerale non presente in nessun altro luogo del pianeta. Il minerale, con la sigla provvisoria di IMA 2010-005, avrà probabilmente il nome definitivo di “Volaschioite”, in onore alla località dove è stato rinvenuto, dove, nel Medioevo, sorgeva l'hospitale di Volaschio, da cui l'attuale borgo di Fornovolasco.

### Impatto negativo dell'attività estrattiva
L'attività estrattiva ha risvolti negativi per la collettività e per l'ambiente naturale: ha un impatto negativo sugli acquiferi per l’inquinamento delle acque superficiali e profonde derivanti dalla lavorazione del marmo, per la dispersione delle polveri nell’atmosfera, per l’inquinamento e i disagi dovuti all’intensità dei trasporti su strada dei materiali estratti e per la modifica irreversibile della morfologia dei luoghi, con elevatissimo impatto paesaggistico, e talvolta anche dei profili delle montagne più elevate e significative. Infine, sotto il profilo del dissesto idrogeologico i ravaneti, in particolare quelli recenti, rappresentano aree a forte rischio.
Contro l'attività estrattiva intensiva sulle Alpi Apuane si battono da anni numerose associazioni ambientaliste, comitati, collettivi, gruppi speleologici ed alpinistici, talvolta definiti "no cav", tramite manifestazioni, appelli ed azioni legali.
Sono comparsi numerosi articoli di denuncia della situazione ambientale apuana su quotidiani e riviste. Il docufilm americano Antropocene inserisce inoltre quello delle Alpi Apuane tra i 43 maggiori disastri ambientali contemporanei.
Nel 2020 il partito Europa Verde, che si prefigge la chiusura delle cave ricadenti nel parco e l'abrogazione delle deroghe regionali, ha sollevato la questione nelle sedi istituzionali e ha proposto un referendum abrogativo riguardante le norme regionali più favorevoli alle cave.
Numerosi intellettuali hanno preso posizione per la tutela delle Alpi Apuane. Ulteriore visibilità internazionale alla causa "no cav" è stata data dalla vittoria del Wildlife Photographer of the Year nel 2020 da parte di Lorenzo Shoubridge con una fotografia dei lupi nei pressi del Monte Corchia.